# Labulla machadoi
Labulla machadoi is een spinnensoort in de taxonomische indeling van de hangmatspinnen (Linyphiidae).
Het dier behoort tot het geslacht Labulla. De wetenschappelijke naam van de soort werd voor het eerst geldig gepubliceerd in 2005 door Gustavo Hormiga & Scharff.